# Louis d'Or
O Louis d'Or é o maior e mais prestigioso prêmio de teatro entregue a um ator neerlandês. É concedido pela Associação de Diretores de Teatro e Concertgebouw (VSCD), a principal organização teatral do país. O prêmio em si é uma medalha de ouro, atualmente desenhada por Eric Claus. Foi nomeada em homenagem ao ator Louis Bouwmeester. Em contrapartida as atrizes recebem o Theo d'Or.
O Louis d'Or é concedido anualmente, junto com os outros prêmios da VSCD, no Teatro Municipal em Amsterdã.

## Vencedores
- 1955: Paul Steenbergen
- 1956: Han Bentz van den Berg
- 1957: Ko van Dijk
- 1958: Han Bentz van den Berg
- 1959: Paul Steenbergen
- 1960: Paul Steenbergen
- 1961: Bob de Lange
- 1962: sem vencedor
- 1963: Gus Hermus
- 1964: Han Bentz van den Berg
- 1965: Paul Steenbergen
- 1966: sem vencedor
- 1967: Eric Schneider
- 1968: Ton Lutz
- 1969: Hans Tiemeyer
- 1970: Henk van Ulsen

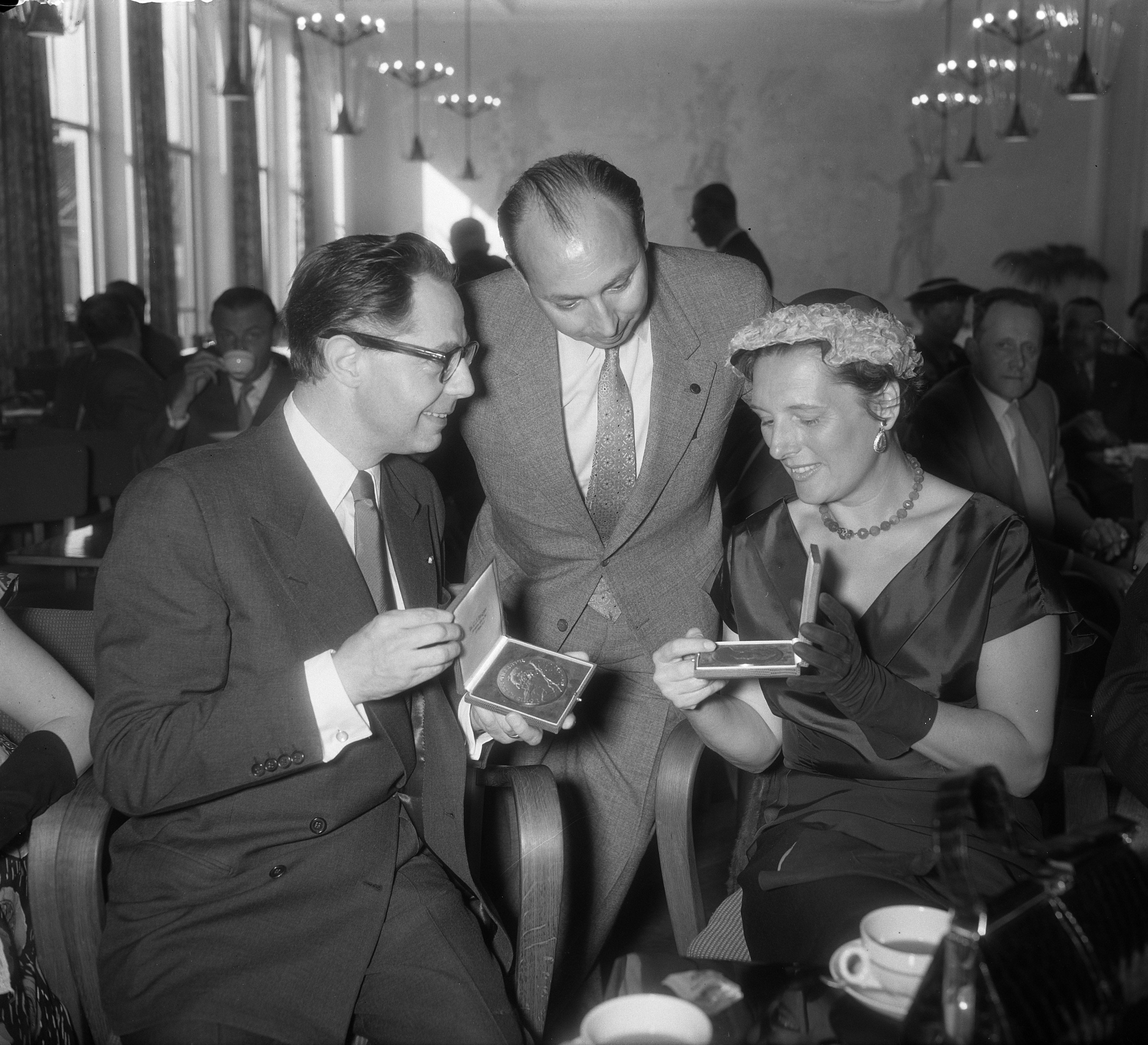
Primeira cerimônia de premiação, o vencedor do Louis d'Or, Paul Steenbergen e a vencedora do Theo d'Or, Ank van der Moer (1955).

- 1971: Wim van der Grijn e Hans Dagelet (por Kees de Jongen de Gerben Hellinga)
- 1972: Guido de Moor
- 1973: André van den Heuvel
- 1974: Sim Vroom
- 1975: Peter Faber como representante da Het Werktheater
- 1976: Peter van der Linden
- 1977: Carol Linssen
- 1978: Eric van der Donk
- 1979: Jules Croiset
- 1980: Hans Croiset
- 1981: Gees Linnebank
- 1982: Joop Admiral
- 1983: Ton Lutz
- 1984: John Kraaijkamp Sr.
- 1985: Sim Vroom
- 1986: Guido de Moor
- 1987: Guido de Moor
- 1988: Carol van Herwijnen
- 1989: Guido de Moor
- 1990: Peter Oosthoek
- 1991: Peter Faber
- 1992: André van den Heuvel
- 1993: Gijs Scholten van Aschat
- 1994: Pierre Bokma
- 1995: Warre Borgmans
- 1996: Victor Low
- 1997: Herman Gilis
- 1998: Peter De Graef
- 1999: Lucas Van den Eynde
- 2000: Bram van der Vlugt
- 2001: Steven Van Watermeulen
- 2002: Edwin de Vries
- 2003: Bert Luppes
- 2004: Jeroen Willems
- 2005: Mark Rietman
- 2006: Joop Keesmaat
- 2007: Dirk Roofthooft
- 2008: Hans Kesting
- 2009: Bert Luppes
- 2010: Kees Hulst
- 2011: Jacob Derwig
- 2012: Hein van der Heijden
- 2013: Pierre Bokma
- 2014: Jacob Derwig
- 2015: Ramsey Nasr
- 2016: Hans Kesting (por Reis da Guerra de William Shakespeare)
- 2017: Hans Croiset (por De Vader de Florian Zeller)
- 2018: Bruno Vanden Broecke (por Para de David Van Reybrouck)
- 2019: Ramsey Nasr (por A Little Life de Hanya Yanagihara)
- 2020: Sem cerimônia de premiação devido à pandemia de Covid-19